# David Harbater
David Harbater (* 19. Dezember 1952 in New York City) ist ein US-amerikanischer Mathematiker, der sich mit Algebra und algebraischer Geometrie beschäftigt.

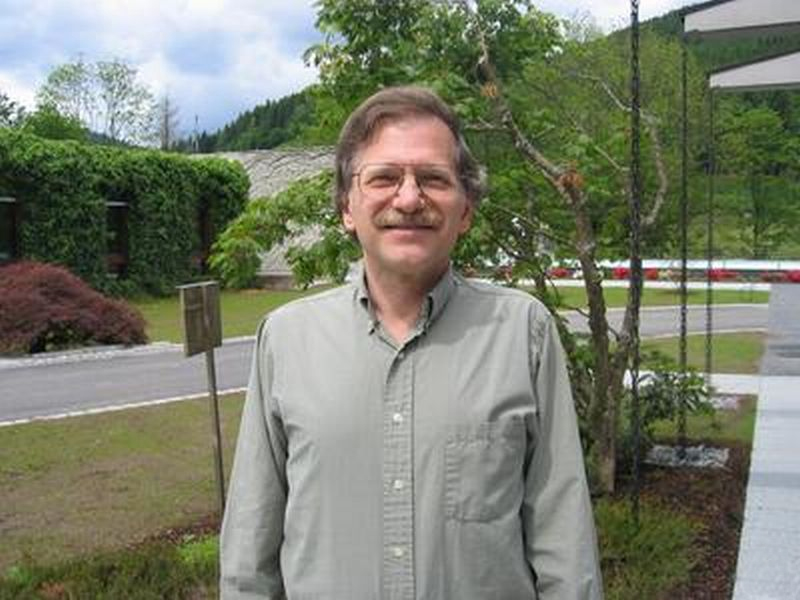
David Harbater, Oberwolfach 2007

## Leben
Harbater besuchte die Stuyvesant High School in New York, wo er schon Sommerkurse an US-Universitäten besuchte. Ab 1970 studierte er an der Harvard University. Einer seiner Kommilitonen war Richard Stallman. 1974 erhielt er seinen Bachelor-Abschluss „summa cum laude“ in Harvard und 1975 seinen Master-Abschluss von der Brandeis University. 1978 wurde er am Massachusetts Institute of Technology (MIT) bei Michael Artin promoviert (Deformation Theory and the Fundamental Group in Algebraic Geometry). Er ist Professor an der University of Pennsylvania.
1984 bis 1987 war er Sloan Research Fellow. 1995 erhielt er für seine Lösung der Vermutung von Abhyankar mit Michel Raynaud den Colepreis in Algebra. Er beschäftigt sich mit Galoistheorie in der algebraischen Geometrie, der arithmetisch-algebraischen Geometrie und inverser Galoistheorie und war Invited Speaker auf dem Internationalen Mathematikerkongress (ICM) 1994 (Fundamental Groups of Curves in Characteristic {\displaystyle p}). Er ist Fellow der American Mathematical Society.